# Articulation transverse du tarse
L'articulation transverse du tarse (ou articulation médiotarsienne ou articulation de Chopart) est l'articulation qui joint les os du tarse antérieur aux os du tarse postérieur.

## Description
L'articulation transverse du tarse est constituée de l'articulation talo-calcanéo-naviculaire en dedans et de l'articulation calcanéo-cuboïdienne en dehors. Ces deux articulations ne partagent pas la même capsule et membrane synoviale, mais restent solidarisées par le ligament bifurqué composé de deux faisceaux:
- le ligament calcanéo-naviculaire,
- le ligament calcanéo-cuboïdien.

## Anatomie fonctionnelle
L'articulation transverse du tarse et l'articulation subtalaire participent aux mouvements de torsion du pied en dedans et en dehors.
Cette articulation sert à adapter le pied au sol lors des appuis.

## Aspect clinique
Historiquement, c'est sur cette ligne que se réalise la technique d'amputation mise en place par François Chopart. 
Cette articulation peut être sujette à des entorses bénignes .

## Galerie

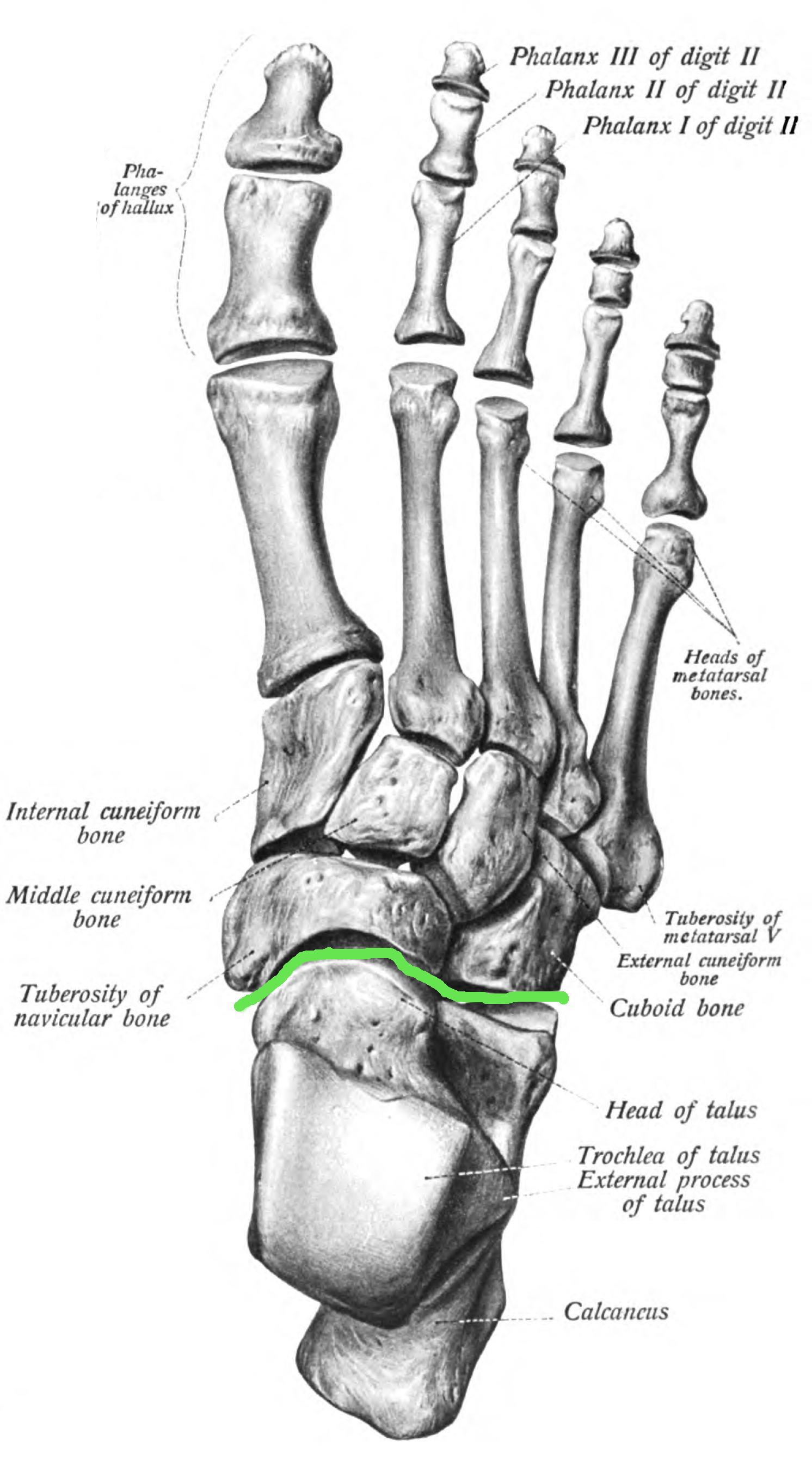
Vue du dessus du pied selon Sobotta, avec l'articulation de Chopard dessinée d'une ligne verte.
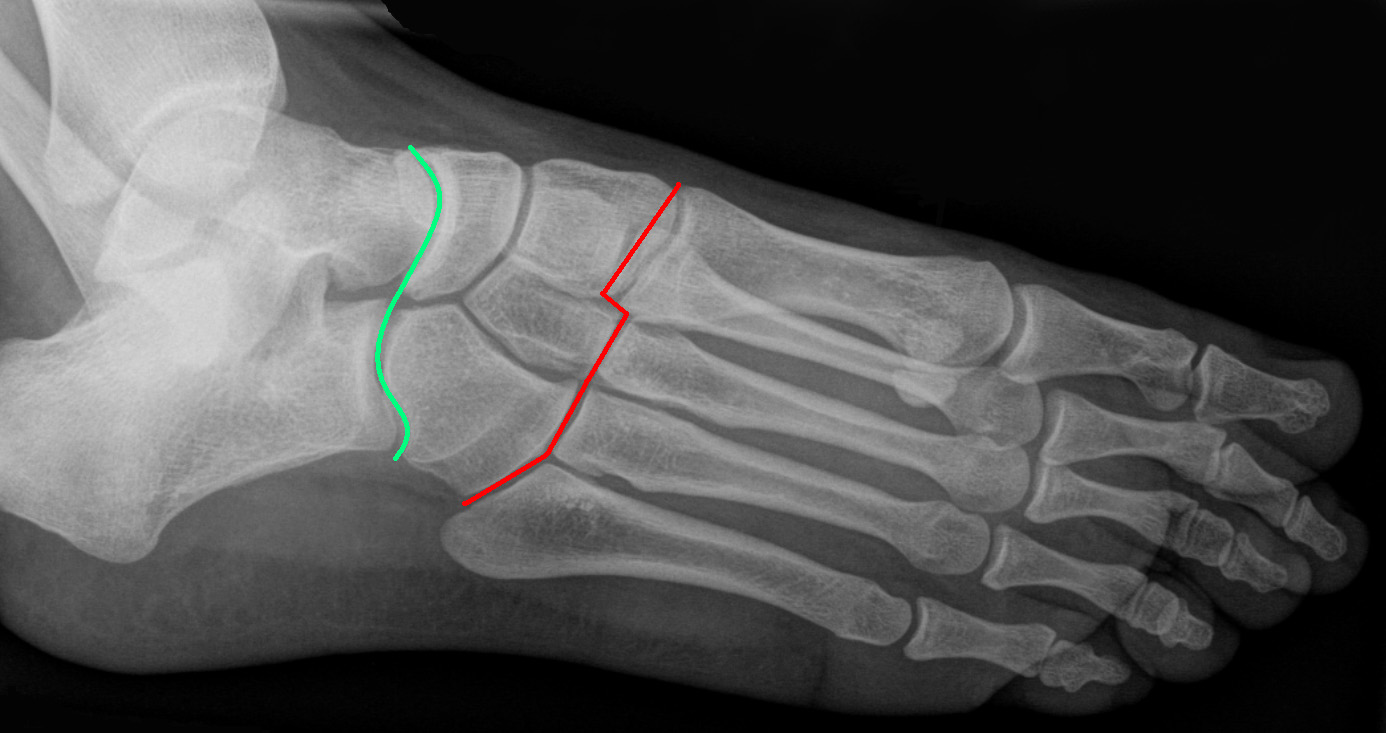
Radiographie du pied: articulation de Chopart (talo-navicualire et calcanéo-cuboïdienne) en vert et articulations de Lisfranc (tarso-métatarsiennes) en rouge.